# Olha Koelynytsj
Olha Koelynytsj (Oekraïens: Ольга Кулинич) (Bila Tserkva, 1 februari 2000) is een Oekraïense wielrenster.

## Carrière
In 2017 en 2018 werd ze bij de junioren zowel Oekraïens kampioen op de weg als in het tijdrijden. In 2019 won ze de nationale titel in het tijdrijden bij de beloften. In 2020 reed ze voor de Belgische wielerploeg Ciclotel, in 2021 voor Doltcini-Van Eyck Sport en in 2022 voor Bingoal-Chevalmeire-Van Eyck Sport. In 2024 stapte ze over naar het Fenix-Deceuninck Development Team.

### Privéleven
Koelynytsj heeft sinds 2023 een relatie met wielrenner Abram Stockman.

## Palmares

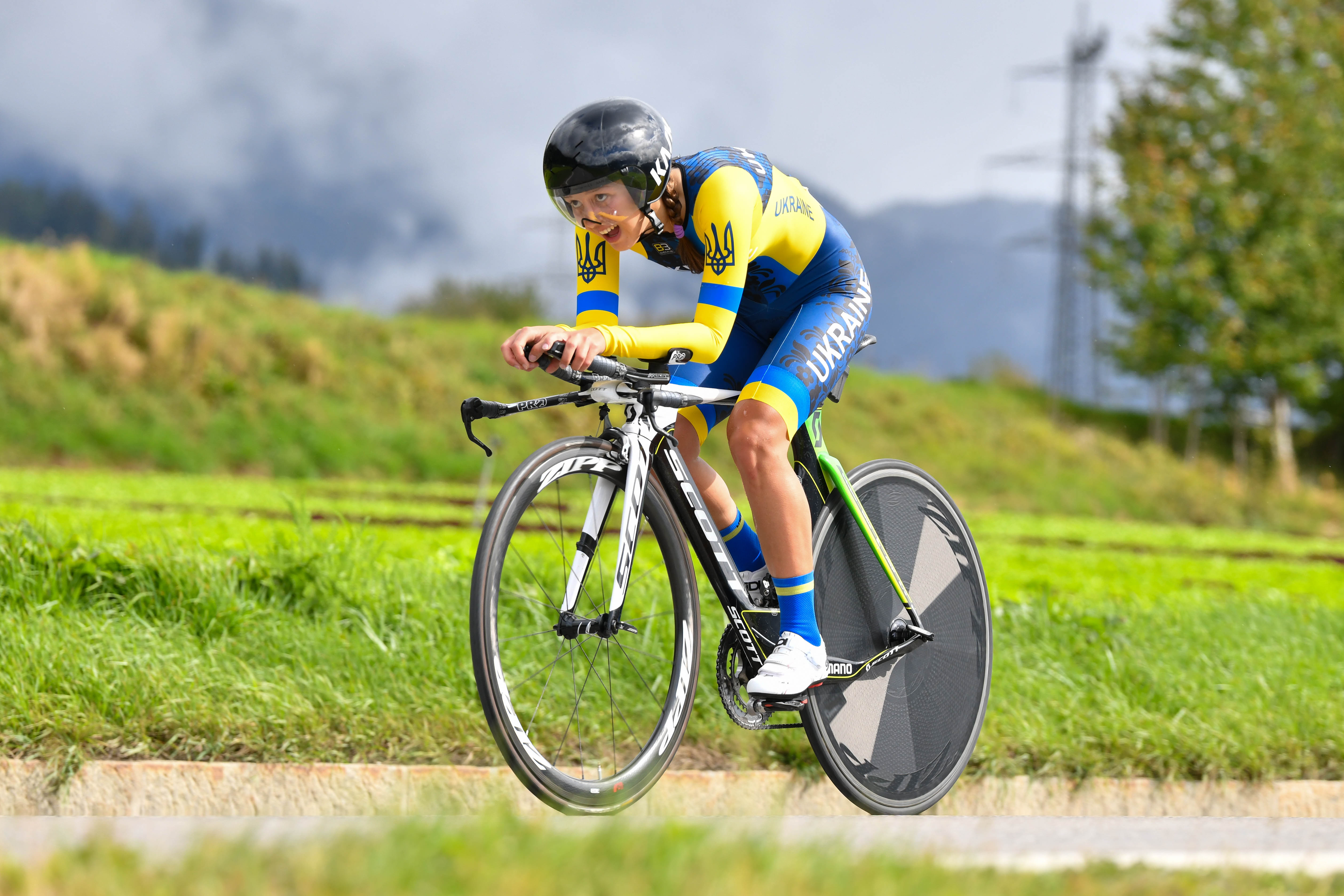
Koelynytsj werd twaalfde in de tijdrit voor junioren op het WK 2018 in Innsbruck.

2017
 Oekraïens kampioen op de weg (junior)
 Oekraïens kampioen tijdrijden (junior)
2018
 Oekraïens kampioen op de weg (junior)
 Oekraïens kampioen tijdrijden (junior)
2019
 Oekraïens kampioen tijdrijden (belofte)
2020
Grand Prix Belek
 Oekraïens kampioenschap tijdrijden (belofte)
2e in Grand Prix Cappadocia
2021
 Oekraïens kampioenschap tijdrijden (belofte)
2023
Eindklassement Tour de Feminin in Tsjechië
4e etappe Ronde van Toscane
2024
Bergklassement Wielerweek van Valencia

### Resultaten in voornaamste wedstrijden
|      | \| Jaar \| Gent-Wevelgem \| Ronde van Vlaanderen \| Amstel Gold Race \| Luik-Bast.‑Luik \| Brabantse Pijl \| Dwars door Vlaanderen \| Waalse Pijl \| \| WK op de weg \| \| ---- \| ------------- \| -------------------- \| ---------------- \| --------------- \| -------------- \| --------------------- \| ----------- \| \| ------------ \| \| 2020 \| 78e \| opgave \| \| opgave \| 74e \| \| 103e \| \| \| \| 2021 \| \| \| opgave \| 62e \| 53e \| \| 61e \| \| \| \| 2022 \| opgave \| \| 108e \| buit.tijd \| opgave \| 95e \| 81e \| \| \| \| 2023 \| \| \| 58e \| 59e \| 46e \| 48e \| 49e \| \| \| \| 2024 \| \| \| \| \| 72e \| 76e \| \| \| 59e \| |                      |                  |                 |                |                       |             |  |              |
| Jaar | Gent-Wevelgem | Ronde van Vlaanderen | Amstel Gold Race | Luik-Bast.‑Luik | Brabantse Pijl | Dwars door Vlaanderen | Waalse Pijl |  | WK op de weg |
| 2020 | 78e | opgave               |                  | opgave          | 74e            |                       | 103e        |  |              |
| 2021 | |                      | opgave           | 62e             | 53e            |                       | 61e         |  |              |
| 2022 | opgave |                      | 108e             | buit.tijd       | opgave         | 95e                   | 81e         |  |              |
| 2023 | |                      | 58e              | 59e             | 46e            | 48e                   | 49e         |  |              |
| 2024 | |                      |                  |                 | 72e            | 76e                   |             |  | 59e          |